# L'ombra (film 1923)
L'ombra è un film del 1923 diretto da Mario Almirante.

## Trama
La bella e giovane Berta Trégner, che a causa di un incidente è rimasta paralizzata, trascorre la sua vita tra la sopportazione della sua sventura e l'illusione che suo marito Gerardo continui ad amarla. Dopo sei anni però, quasi per miracolo, guarisce e scopre che Gerardo si è creata un'altra famiglia con Elena, la sua migliore amica, e che hanno anche un figlio. Affranta, fugge da casa. Salva la situazione Michele, il padrino di Berta, che riesce a scoprire che Elena ha allacciato nuovamente rapporti col suo ex-marito Alberto, e ne informa Gerardo, il quale, respinta l'indegna Elena, può ritornare da Berta per ritrovare l'amore.

## Produzione
Sceneggiato dallo stesso Almirante, è l'adattamento dell'omonima opera teatrale del 1915 scritta da Dario Niccodemi e rappresentata per la prima volta al teatro Manzoni di Milano nel 1916 dalla Compagnia Giannina Chiantoni, Irma Gramatica ed Ernesto Sabbatini. Un adattamento è già stato portato sullo schermo (con lo stesso titolo, L'ombra) nel 1917 da Mario Caserini con protagonista Vittoria Lepanto. Nel 1954 un nuovo adattamento realizzato da Giorgio Bianchi: L'ombra.

Questa versione muta ottiene il visto censura n. 18494 il 31 luglio 1923 ed è presentata a Torino all'Esposizione Internazionale di Cinematografia dove riceve una medaglia d'oro.

Una versione restaurata di 60 minuti è stata presentata dalla Cineteca di Bologna al festival cinematografico Il cinema ritrovato del 1994.

## Critica

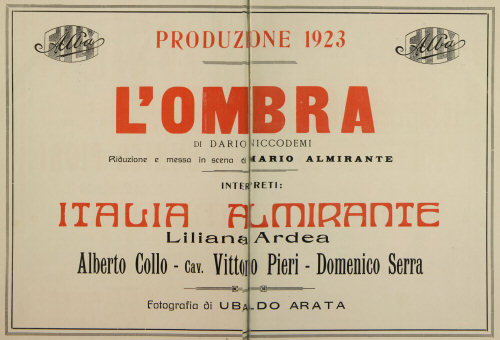
Flano cinematografico su una rivista dell'epoca

Gulliver in La rivista cinematografica del 25 aprile 1924: « Il dramma si svolge intenso e raccolto nell'animo della protagonista. Tutto racchiuso in lei, una lotta titanica fra opposti sentimenti e passioni erompenti, senza tuttavia affrontare problemi ideologici e morali. Se questi scoppiano improvvisi e veementi, senza preparazioni e quasi senza addentellati, è per quello strano giuoco di cui alcune volte si compiace un autore per un senso di acrobatismo e virtuosismo teatrale [...]. L'intrico teatrale che in molte opere si estende dalla prima all'ultima scena con potenzialità progressiva, qui è tenuto in sordina e solo appare nell'evoluzione dell'anima conseguente della donna, nei suoi passaggi, nelle sfumature e diremmo, nel presentimento dell'immanenza oscura del destino [...]. Ouesto aver voluto svolgere un concetto superiore crea evidentemente degli squilibri fra l'idea, astrazione e la realtà, materia: squilibri che permangono nel cinematografo, pur possedendo questi maggiori mezzi di attuazione e maggiori possibilità, sì che la vicenda realistica soffoca il significato simbolico che noi, a differenza di altri scrittori, abbiamo voluto rilevare per una maggiore comprensione e penetrazione dell'opera, anche perché abbiamo seguiti i commenti del pubblico che affollava il Ghersi, commenti impostati sull'esteriorità e sull'impressione. Invece, quanta comprensione sarebbe necessaria e quanta minor leggerezza di giudizio, per una giusta valorizzazione dell'arte. Se il pubblico ci legge, da queste note può trarre un buon profitto ».